# Aquia-pataki ütközet
Az Aquia-pataki csata az amerikai polgárháború keleti frontjának egyik csatája volt. 1861. május 29. és június 1-je között zajlott le Stafford megyében (Virginiában), a Chesapeake-öböl blokádjának részeként. Résztvevői az Amerikai Egyesült Államok és az Amerikai Konföderációs Államok voltak. A csatát egyik félnek sem sikerült megnyernie.

## A csata lefolyása
Három uniós ágyúnaszád bombázta az egyik konföderációs üteget, amely a richmondi vasútvonal északi végállomását védte az Aquia-patak torkolatánál. A konföderációs erők uniós partraszállástól tartottak, ám ez végül nem következett be. A két fél minimális veszteségeket szenvedett, bár a bombázás hatasára az ütegeket később visszavonták. Egyik fél sem tudott győzelmet elérni.